# Sömmerda
Sömmerda – miasto powiatowe w Niemczech, w kraju związkowym Turyngia, siedziba administracyjna powiatu Sömmerda. W 2009 liczyło 20 005 mieszkańców.
6 lipca 2018 do miasta przyłączono gminę Schillingstedt, która stała się jego dzielnicą.
W mieście rozwinął się przemysł elektroniczny oraz informatyczny.

## Historia
Po raz pierwszy miasto było wzmiankowane w 876 r. Prawa miejskie otrzymało ok. 1350 r., ale nie dochował się dokument lokacyjny. W średniowieczu było otoczone murami obronnymi, z których zachowała się brama miejska z 1395 r. oraz sześć baszt.
W czasie wojny trzydziestoletniej (1618–1648) miasto było wielokrotnie niszczone przez obie strony, a jego ludność zmalała o połowę.
Od 1802 r. pod panowaniem Prus.
W mieście urodził się i umarł Johann Nikolaus von Dreyse (1787-1867), twórca karabinu iglicowego Dreysego wzór 1849. W 1840 r. zbudował on manufakturę zbrojeniową, przejętą w 1919 r. przez Rheinmetall.

## Współpraca
Miejscowości partnerskie:
- Böblingen, Badenia-Wirtembergia
- Kiejdany, Litwa